# Fimbriosthenelais zetlandica
Fimbriosthenelais zetlandica är en ringmaskart som först beskrevs av McIntosh 1876.  I den svenska databasen Dyntaxa används istället namnet Sthenelais zetlandica. Enligt Catalogue of Life ingår Fimbriosthenelais zetlandica i släktet Fimbriosthenelais och familjen Sigalionidae, men enligt Dyntaxa är tillhörigheten istället släktet Sthenelais och familjen Sigalionidae. Arten är reproducerande i Sverige. Inga underarter finns listade i Catalogue of Life.